# Chlorophorus varius
Chlorophorus varius је врста инсекта из реда тврдокрилаца (Coleoptera) и породице стрижибуба (Cerambycidae). Сврстана је у потпородицу Cerambycinae.

## Распрострањеност и станиште
Врста је распрострањена на подручју Европе осим северног дела, Кавказа и Блиског истока. Честа врста у Србији, углавном се среће на цветовима на ливадама током сунчаних периода.

## Опис
Тело је са жућкастом, зеленкастосивом до потпуно сивом пубесценцијом. Средина пронотума је са црном попречном штрафтом. Покрилца су са различитим црним штрафтама. Ноге су са жућкастосивом пубесценцијом. Антене су црне боје, кратке или средње величине. Дужина тела је од 8 до 14 mm.

## Биологија
Животни циклус траје две до три године. Ларве се развијају у болесним и мртвим стаблима или гранчицама. Адулти се срећу на цвећу, а активни су од маја до септембра. Врста је изразито полифагна, као биљка домаћин јављају се различите врсте листопадног дрвећа и зељастих биљака (топола, храст, јавор, јабука, глог, багрем, орах, винова лоза, смоква, шљива и многе друге.бреза,  багрем, итд.).

## Статус заштите
Врста се налази на Европској црвеној листи сапроксилних тврдокрилаца.

## Галерија
- одрасла јединка
- одрасла јединка
- сезона парења
- парење

## Синоними
- Leptura varia O. F. Müller, 1766
- Callidium varium (O.F. Müller, 1766)
- Stenocorus c-duplex Scopoli, 1786
- Chlorophorus varius var. espanoli Villiers, 1978
- Leptura nigrofasciata Goeze, 1777
- Callidium ornatum Herbst, 1784
- Clytus ornatus (Herbst, 1784)
- Clytanthus ornatus (Herbst, 1784)